# Минделл, Арнольд
А́рнольд Ми́нделл (Arnold Mindell; 1 января 1940, Скенектади, Нью-Йорк, США — 10 июня 2024) — американский психотерапевт, писатель и основатель процессуально ориентированной психологии. Магистр естественных наук (физика, МТИ) и доктор философии (психология, Union Institute). С 1990 года проживал в Портленде, штат Орегон, США. Автор 19 книг, изданных на 20 языках.

## Биография
После получения диплома по физике в Массачусетском технологическом институте в Кембридже, штат Массачусетс, Арнольд Минделл поехал в Цюрих, Швейцария, чтобы продолжить своё образование в области физики. В Цюрихе Минделл познакомился с работами известного психиатра Карла Густава Юнга и перевёл фокус своих интересов на аналитическую психологию. Он обучался в Институте К. Г. Юнга, где получил диплом юнгианского аналитика. Его весьма заинтересовала связь между телесными переживаниями, в особенности физическими симптомами, и тем, как они выражаются в сновидениях. Минделл опубликовал своё исследование в первой книге «Тело сновидения: роль тела в раскрытии самости» («Dreambody: The Body’s Role in Revealing the Self», 1982). Впоследствии он исследовал, как сознание сновидения (англ. dreaming mind) производит бессознательные сигналы, или «двойные сигналы», проявляющиеся в человеке в процессе общения с другими людьми. Он обнаружил, что осознавание подобных сигналов увеличивает эффективность интерперсональной, или межличностной, коммуникации.
В связи с тем, что его внимание сосредоточилось на сигналах и процессах подобного рода, Минделл назвал направление своей работы «процессуально ориентированной психологией». Интерес к межличностной коммуникации привёл его к исследованию конфликтов в больших группах. Он открыл, что процессы сновидения, которые он идентифицировал на уровне индивидуальных и диадических взаимоотношений, также полезны при решении проблем в больших и социально разнообразных группах. В группах процесс осуществляется не только индивидами, но и «ролями», которые могут быть исполнены любым членом группы. «Фантомные роли» вытекают из группового поведения, которое ни один член группы не мог бы самостоятельно распознать.
Написав серию книг по этим открытиям, Минделл вновь проявил интерес к физике и вернулся к исследованию скрытых сигналов, обычно не учитываемых в классических психологических подходах. Вместе с Эми Минделл, своим партнёром и женой, Минделл начал исследовать новые методы работы с людьми в коматозных, вегетативных и околосмертных состояниях сознания. В последние годы его интерес к квантовой физике привёл к изучению взаимоотношений психологии и теоретической физики и новых способов работы с неявными состояниями сознания. Он использует волновые и информационные концепции для исследования довербальных и до-сноподобных состояний осознавания.
Минделл активно участвует в работе крупного международного исследовательского сообщества, занимающегося изучением и обучением процессуальной работе (Институт процессуальной работы).
Умер 10 июня 2024 года в возрасте 84 лет.

## Процессуальная работа
Процессуальная работа, или процессуально ориентированная психология, — это мультикультурная многоуровневая практика осознавания. Процессуальная работа сосредотачивается на осознавании «реальных» и «выдуманных» психологических процессов, раскрывающих и, вероятно, разрешающих вопросы внутриличностного, межличностного, группового и глобального характера. Благодаря своему физическому образованию Минделл сформировал собственную точку зрения на бессознательное как с феноменологических, так и с символических позиций, что выразилось в применении концепций теории информации к наблюдению поведения своих клиентов. В этом свете он расширил концепцию «бессознательного», чтобы включить в неё целый спектр неинтенциональных (непреднамеренных) вербальных и невербальных сигналов, с одной стороны, и перцепциями, убеждениями и идеями, с которыми индивид не идентифицируется — с другой.
По наблюдениям Минделла, опыт можно разделить на два вида: тот, с которым идентифицирует себя клиент, и тот, который определяется как «чуждый» клиенту. Переживания, с которыми клиент себя идентифицирует, называются «первичным процессом», поскольку он происходит на осознаваемом клиентом уровне. Опыт, маргинализируемый клиентом в качестве «чуждого», называется «вторичным процессом», ибо он не находится в фокусе осознавания.

### На русском языке
- Минделл А. Работа со сновидящим телом // Московский психотерапевтический журнал, 1993. № 1—3.
- Минделл А. Самостоятельная работа над собой: внутренняя работа со сновидящим телом // На краю жизни и смерти. — М.: Изд-во «Класс», 2000.
- Минделл А. Лидер как мастер единоборства (введение в психологию демократии). — М.: Изд-во Института психологии РАН, 1993.
- Минделл А. Сновидение в бодрствовании: методы 24-часового осознаваемого сновидения. — М.: АСТ, 2003.
- Минделл А. Сила безмолвия. Как симптомы обогащают жизнь. М.: АСТ, 2003. ISBN 5-17-021066-3
- Минделл А. Ученик создателя сновидений. Использование более высоких состояний сознания для интерпретации сновидений. — М.: АСТ, 2004. ISBN 5-17-021065-5
- Минделл А. Сидя в огне. Преобразование больших групп через конфликт и разнообразие. — М.: АСТ, 2004. ISBN 5-17-021063-9
- Минделл А. Сновидения в бодрствовании. Методы 24-часового осознаваемого сновидения. М.: АСТ, 2004. ISBN 5-17-021064-7
- Минделл А. Тело шамана. — М.: АСТ, 2004. ISBN 5-17-024617-X
- Минделл А. Кома: ключ к пробуждению. Самостоятельная работа над собой. Внутренняя работа со сновидящим телом. — М.: АСТ, 2005. ISBN 5-17-028745-3
- Минделл А., Минделл Э. Вскачь задом наперёд. Процессуальная работа в теории и практике. М.: АСТ, 2005. ISBN 5-17-028747-X
- Минделл А. Процессуально-ориентированная работа с конфликтами: Глубинная демократия Открытых Форумов. М.: Беловодье, 2011. ISBN 978-5-93454-144-7
- Минделл А. Процессуальный ум: Руководство по установлению связи с Умом Бога. М.: Беловодье, 2011. ISBN 978-5-93454-145-4
- Минделл А. Квантовый ум: Грань между физикой и психологией. М.: Беловодье, 2011. ISBN 978-5-93454-147-8
- Минделл А. Танец Древнего. Как вселенная решает личные и мировые проблемы. — М.: Постум, 2013. ISBN 978-5-91478-018-7
- Минделл А. Сновидение в бодрствовании: методы 24-часового осознаваемого сновидения в психотерапии. М.: Ганга, 2018. ISBN 978-5-6040004-8-9
- Минделл А. Квантовый ум: грань между физикой и психологией. М.: Ганга, 2018. ISBN 978-5-6040004-6-5